# マイキー・マートック
- マイキー・マトック
- マイキー・マトゥク
- マイキー・マトゥック

マイキー・マートック（Mikie Mahtook、本名：マイケル・アンソニー・マートック（Michael Anthony Mahtook, 1989年11月30日 - ）は、アメリカ合衆国ルイジアナ州ラファイエット郡ラファイエット出身のプロ野球選手（外野手）。右投右打。現在は、フリーエージェント（FA）。愛称はナイト・ホーク（Night Hawk）。レバノン系アメリカ人である。

## 経歴

### プロ入り前
2008年のMLBドラフト39巡目（全体1168位）でフロリダ・マーリンズから指名されたが、契約せずにルイジアナ州立大学へ進学した。大学時代の2009年にはメンズ・カレッジ・ワールドシリーズで大学全米一を経験した。この時のチームメイトにはDJ・ルメイユやルイス・コールマンらがいる。
2010年には日本で開催された第5回世界大学野球選手権大会にアメリカ合衆国代表として参加した。

### プロ入りとレイズ時代
2011年のMLBドラフト1巡目追補（全体31位）でタンパベイ・レイズから指名され、プロ入り。同年はマイナーでのプレーは無かった。オフにはアリゾナ・フォールリーグに参加し、サプライズ・サグアロスに所属した。
2012年はA+級シャーロット・ストーンクラブズとAA級モンゴメリー・ビスケッツでプレーし、2球団合計で131試合に出場して打率.277、9本塁打、62打点、23盗塁を記録した。
2013年はAA級モンゴメリーでプレーし、132試合に出場して打率.254、7本塁打、68打点、25盗塁を記録した。
2014年はAAA級ダーラム・ブルズでプレーし、132試合に出場して打率.292、12本塁打、68打点、18盗塁を記録した。オフの11月20日に40人枠入りした。
2015年はAAA級ダーラムで開幕を迎えたが、4月10日にメジャー初昇格を果たした。同日のマイアミ・マーリンズ戦でメジャーデビュー。この年はメジャーとマイナーを行き来しながら41試合に出場して打率.295、9本塁打、19打点、4盗塁を記録した。なお9本塁打中3本はマーク・バーリー（トロント・ブルージェイズ）から放っている。
2016年はメジャーで65試合に出場と試合数は増えたが、打撃成績は打率.195、3本塁打、11打点と低下した。

### タイガース時代
2017年1月18日に後日発表選手または金銭とのトレードで、デトロイト・タイガースへ移籍した。
2019年4月11日にDFAとなり、13日にマイナー契約で傘下のAAA級トレド・マッドヘンズへ配属された。オフの11月4日にFAとなった。

### フィリーズ傘下時代
2019年12月20日にフィラデルフィア・フィリーズとマイナー契約を結び、2020年のスプリングトレーニングに招待選手として参加することになった。
2020年オフの11月2日にFAとなった。

### ホワイトソックス傘下時代
2021年2月26日にシカゴ・ホワイトソックスとマイナー契約を結び、スプリングトレーニングに招待選手として参加することになった。

## 詳細情報

### 年度別打撃成績
| 年 度    | 球 団    | 試 合 | 打 席 | 打 数 | 得 点 | 安 打 | 二 塁 打 | 三 塁 打 | 本 塁 打 | 塁 打 | 打 点 | 盗 塁 | 盗 塁 死 | 犠 打 | 犠 飛 | 四 球 | 敬 遠 | 死 球 | 三 振 | 併 殺 打 | 打 率 | 出 塁 率 | 長 打 率 | O P S |
| -------- | -------- | ----- | ----- | ----- | ----- | ----- | -------- | -------- | -------- | ----- | ----- | ----- | -------- | ----- | ----- | ----- | ----- | ----- | ----- | -------- | ----- | -------- | -------- | ----- |
| 2015     | TB       | 41    | 115   | 105   | 22    | 31    | 5        | 1        | 9        | 65    | 19    | 4     | 3        | 1     | 0     | 6     | 0     | 3     | 31    | 0        | .295  | .351     | .619     | .970  |
| 2016     | TB       | 65    | 196   | 185   | 16    | 36    | 9        | 0        | 3        | 54    | 11    | 0     | 1        | 1     | 1     | 7     | 0     | 2     | 68    | 2        | .195  | .231     | .292     | .523  |
| 2017     | DET      | 109   | 379   | 348   | 50    | 96    | 15       | 6        | 12       | 159   | 38    | 6     | 0        | 0     | 2     | 23    | 0     | 6     | 79    | 4        | .276  | .330     | .457     | .787  |
| 2018     | DET      | 67    | 250   | 223   | 24    | 45    | 4        | 2        | 9        | 80    | 29    | 4     | 1        | 0     | 3     | 21    | 1     | 3     | 66    | 3        | .202  | .276     | .359     | .635  |
| 2019     | DET      | 9     | 25    | 23    | 0     | 0     | 0        | 0        | 0        | 0     | 0     | 0     | 0        | 0     | 0     | 2     | 0     | 0     | 11    | 0        | .000  | .080     | .000     | .080  |
| MLB：5年 | MLB：5年 | 291   | 965   | 884   | 112   | 208   | 33       | 9        | 33       | 358   | 97    | 14    | 5        | 2     | 6     | 59    | 1     | 14    | 255   | 9        | .235  | .292     | .405     | .697  |

- 2021年度シーズン終了時

### 背番号
- 27（2015年 - 2016年）
- 15（2017年）
- 8（2018年 - 2019年）

### 代表歴
- 第5回世界大学野球選手権大会 アメリカ合衆国代表